# Тихоокеански дегу
Тихоокеански дегу (лат. Octodon pacificus, енгл. Pacific degu) је врста глодарa из породице дегуа (лат. Octodontidae). 

## Распрострањење
Чиле је једино познато природно станиште врсте.

## Станиште
Тихоокеански дегу има станиште на копну.

## Угроженост
Ова врста је крајње угрожена и у великој опасности од изумирања.

### Популациони тренд
Популација ове врсте се смањује, судећи по расположивим подацима.